# 锡纳尔
锡纳尔（法語：Sinard，法語發音：[sinaʁ]）是法国伊泽尔省的一个市镇，位于该省南部，属于格勒诺布尔区。

## 地理
锡纳尔（44°56'44"N, 5°39'25"E）面积10.44 平方千米，位于法国奥弗涅-罗讷-阿尔卑斯大区伊泽尔省，该省份为法国东南部内陆省份，北起顺时针与安省、萨瓦省、上阿尔卑斯省、德龙省、阿尔代什省、卢瓦尔省和罗讷省。
与锡纳尔接壤的市镇（或旧市镇、城区）包括：阿维尼奥内、圣马丹德拉克吕兹、马尔雪、米里贝勒-朗沙特尔、莫内斯捷德克莱蒙、圣保罗莱莫内斯捷、特雷福尔。

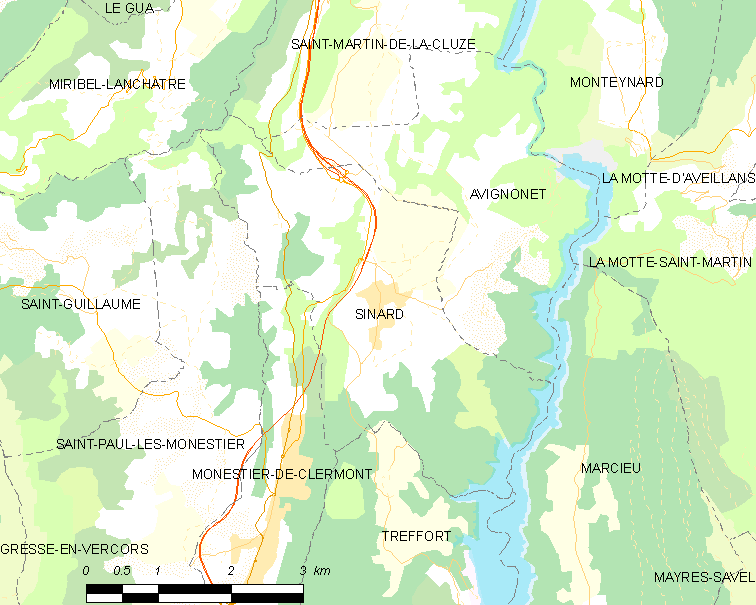
锡纳尔的OSM定位图

锡纳尔的时区为UTC+01:00、UTC+02:00（夏令时）。

## 行政
锡纳尔的邮政编码为38650，INSEE市镇编码为38492。

## 政治
锡纳尔所属的省级选区为马泰西讷-特列沃县。

## 人口

1962-2008年间锡纳尔人口变化图示

锡纳尔于2022年1月1日时的人口数量为719人。